# Заздрісниця (фільм)
«Заздрісниця» (фр. Jalouse) — французький комедійний фільм 2017 року, поставлений режисерами Давідом та Стефаном Фоенкіносами з Карін Віар у головній ролі.

## Сюжет
Майже за одну ніч Наталі Пешу (Карін Віар), розведена французька вчителька, переживає процес перетворення з турботливої матері на хворобливу ревнивицю, що починає відчувати ревність до своєї дочки Матильди, прекрасної 18-річної танцівниці балету. Її проблема зростає, коли вона також починає ревнувати своїх друзів, колег та навіть своїх сусідів.

## У ролях
| • Карін Віар          | … | Наталі Пешу     |
| • Дара Томброфф       | … | Матильда Пешу   |
| • Енн Дорваль         | … | Софі            |
| • Тібо де Монталембер | … | Жан-П'єр        |
| • Бруно Тодескіні     | … | Себастьєн Корті |
| • Марі-Жулі Бо        | … | Ізабель         |
| • Корентен Філа       | … | Фелікс          |
| • Анаїс Демустьє      | … | Мелані Пік      |
| • Ксав'є Де Гійбон    | … | Тьєррі          |

## Знімальна група
- Автор сценарію — Давід Фоенкінос, Стефан Фоенкінос
- Режисер-постановник — Давід Фоенкінос, Стефан Фоенкінос
- Продюсер — Ерік Альтмаєр, Ніколя Альтмаєр
- Оператор — Ґійом Дефонтен
- Монтаж — Віржині Брюант
- Художник-постановник — Марі Шеміналь
- Художник з костюмів —  Еммануель Юшновські
- Артдиректор — Валері Розанес
- Підбір акторів — Давід Бертран

## Нагороди та номінації
| Список нагород та номінацій | Список нагород та номінацій | Список нагород та номінацій | Список нагород та номінацій | Список нагород та номінацій | Список нагород та номінацій |
| Кінофестиваль/Кінопремія    | Рік                         | Категорія                   | Номінант(и)                 | Результат                   | Дж                          |
| --------------------------- | --------------------------- | --------------------------- | --------------------------- | --------------------------- | --------------------------- |
| Премія «Люм'єр»             | 5.02.2018                   | Найкраща акторка            | Карін Віар                  | Номінація                   |                             |
| Премія «Кришталевий глобус» | 12.02.2018                  | Найкраща акторка            | Карін Віар                  | Перемога                    | [ 3 ]                       |
| Премія «Сезар»              | 2.03.2018                   | Найкраща акторка            | Карін Віар                  | Номінація                   | [ 4 ]                       |